# Liam Cosgrave
Liam Cosgrave (irl. Liam Mac Cosgair; ur. 13 kwietnia 1920 w Templeogue, zm. 4 października 2017 w Dublinie) – irlandzki polityk i prawnik, długoletni deputowany, minister spraw zagranicznych w latach 1954–1957, od 1965 do 1977 lider Fine Gael, w latach 1973–1977 premier Irlandii (taoiseach).

## Życiorys
Syn Williama Thomasa Cosgrave’a, który w latach 1922–1932 stał na czele irlandzkiego rządu. Uczył się w Castleknock College, studiował prawo na University College Dublin, a także kształcił się w szkolącej prawników instytucji King’s Inns w Dublinie. W 1943 uzyskał uprawnienia barristera.
Zaangażował się w działalność polityczną w ramach Fine Gael. W 1943 po raz pierwszy uzyskał mandat posła do Dáil Éireann. Z powodzeniem ubiegał się o reelekcję w dziesięciu kolejnych wyborach, zasiadając w niższej izbie irlandzkiego parlamentu do 1981, kiedy to zrezygnował z kandydowania na kolejną kadencję.
W trakcie 13. kadencji na przełomie lat 40. i 50. pełnił funkcję parlamentarnego sekretarza przy premierze oraz przy ministrze przemysłu i handlu. Od czerwca 1954 do marca 1957 sprawował urząd ministra spraw zagranicznych, wchodząc w skład rządu, którym kierował John A. Costello. W 1965 został wybrany na nowego lidera Fine Gael.
W marcu 1973 stanął na czele irlandzkiego gabinetu, który utworzyły FG i Partia Pracy, przez co rządząca nieprzerwanie przez kilkanaście lat Fianna Fáil musiała przejść do opozycji. W 1975 był z urzędu pierwszym rotacyjnym przewodniczącym Rady Europejskiej. W okresie jego rządów terroryści z Prowizorycznej Irlandzkiej Armii Republikańskiej dokonali zamachu, w którym zginął Christopher Ewart-Biggs, brytyjski ambasador w Dublinie. Reakcją na to było przygotowanie nowego prawa pod nazwą Emergency Powers Bill. Na tle jego uchwalenia doszło do kryzysu w relacjach premiera z prezydentem, w wyniku którego w 1976 prezydent Cearbhall Ó Dálaigh zrezygnował z urzędu. Na skutek kolejnych wyborów z 1977 FG utraciła władzę. Liam Cosgrave w lipcu tegoż roku zakończył pełnienie funkcji premiera, ustąpił też z przywództwa w partii. W 1981 odszedł z parlamentu, nie prowadził od tego czasu aktywnej działalności publicznej.

## Życie prywatne
Był żonaty z Verą Osborne, miał troje dzieci, w tym polityka Liama.